# 貝弗利和霍爾德內斯 (英國國會選區)
貝弗利和霍爾德內斯（英語：Beverley and Holderness），英國國會一郡選區，位於英格蘭約克郡-亨伯，包括約克郡東瑞丁東南部七個地方選區。
本區1997年前稱為貝弗利。自1983年恢復以來一直支持保守黨。在2010年大選中當任議員的格拉漢姆·斯圖爾特以47.1%選票成功連任。